# Aeroportul Awaba
Aeroportul Awaba (IATA: AWB, ICAO: AYAW) este un aeroport din Western Province⁠(d), Papua Noua Guinee.
Situat la o altitudine de 18 m, aeroportul dispune de o singură pistă.